# Ломадзе, Карл Мелентьевич
Карл Мелентьевич Ломадзе (1909 год, село Мамати, Озургетский уезд, Кутаисская губерния, Российская империя — дата смерти неизвестна, Грузинская ССР) — грузинский советский партийный и хозяйственный деятель, секретарь Болнисского районного комитета Компартии Грузии. Герой Социалистического Труда (1950).

## Биография
Родился в 1909 году в крестьянской семье в селе Мамати Озургетского уезда (сегодня — Ланчхутский муниципалитет). С 1924 года трудился подмастерьем на оловянной фабрике, с 1928 года — разнорабочий в чугунолитейном цехе Батумского машиностроительного завода.
В 1925 году вступил в ВЛКСМ. С 1932 года — член ВКП(б). С 1936 года — на партийной работе, инструктор Аджарского областного комитета Компартии Грузии. В последующие годы: пропагандист, редактор газеты «Молодой ленинец» (1937), инструктор агитационно-пропагандистского отдела Аджарского обкома Компартии Грузии (1937—1941). С 1941 года — первый секретарь Кедского райкома Компартии Грузии. В 1944—1945 годах обучался на Ленинских курсах при ЦК ВКП(б) в Москве. С октября 1945 года — заместитель секретаря Аджарского обкома по животноводству.
В мае 1946 года избран первым секретарём Болнисского районного комитета Компартии Грузии. Занимался развитием сельского хозяйства Болнисского района. Благодаря его деятельности предприятия сельского хозяйства Болнисского района перевыполнил в 1949 году в целом по району плановый сбор табака на 105 %. Указом Президиума Верховного Совета СССР от 9 августа 1949 года удостоен звания Героя Социалистического Труда за «получение высокого урожая табака в 1949 году» с вручением ордена Ленина и золотой медали «Серп и Молот».
Этим же Указом звание Героя Социалистического Труда получили председатель Болнисского райисполкома Махмуд Кули оглы Кулиев, заведующий районным сельскохозяйственным отделом Исидор Владимирович Ломинейшвили и главный районный агроном Ерванд Александрович Мираков.
В 1952 году избран ответственным работником организационного отдела ЦК КПСС. В последующие годы: первый секретарь Кобулетского райкома партии (1953—1957), с 1957 года — первый секретарь городского комитета партии в Ткибули. В последние годы перед пенсией трудился в «Минхлебпродукте».
В 1973 году вышел на пенсию. Персональный пенсионер союзного значения. Дата смерти не установлена.
Память
В городе Ткибули в его честь установлен бюст.
Награды
- Герой Социалистического Труда
- Орден Ленина
- Орден Трудового Красного Знамени (05.08.1949)
- Орден «Знак Почёта» (02.04.1966)
- Почётный гражданин города Ткибули